# Масляне заповнення оболонки
Масляне заповнення оболонки (рос. масляное заполнение оболочки, англ. oil immersion "o", нім. Ölfüllung f des Gehäuses) — різновид вибухозахисту електрообладнання, який полягає в тому, що оболонка електрообладнання заповнюється маслом або рідким негорючим діелектриком. М.з.о. застосовується в рудникових трансформаторах.
Стандарт — ДСТУ IEC 60079-6:2009 Вибухонебезпечні середовища. Частина 6.
Електрообладнання. Вид вибухозахисту: масляне заповнення «о» (IEC 60079-6:2007, IDT)